# Тур дю Юра
Тур дю Юра (фр. Tour du Jura) — шоссейная однодневная велогонка, с 1981 года проводящаяся по дорогам швейцарского кантона Юра. До 2001 года проводилась только среди любителей. С 2005 года входит в календарь UCI Europe Tour, имеет категорию 1.2.

## Призёры

### Любители
| Год  | Победитель         | Второй              | Третий               |
| ---- | ------------------ | ------------------- | -------------------- |
| 1981 | Видер, Даниэль     | Лутернауэр, Хейнц   | Хеггли, Даниэль      |
| 1982 | Бауман, Йохен      | Жо, Стефан          | Кюттель, Арно        |
| 1983 | Ван Орсаув, Марк   | Бири, Курт          | Деппен, Михаэль      |
| 1984 | Шварцентрубер, Пий | Холленвегер, Бруно  | Бергер, Даниэль      |
| 1985 | Штейгер, Даниэль   | Нидербергер, Хербер | Тринклер, Рихард     |
| 1986 | Майстер, Беат      | Ланц, Даниэль       | Вернли, Андре        |
| 1987 | Хирс, Даниэль      | Вилер, Адриан       | Кюршо, Пьер          |
| 1988 | Боденман, Петер    | Дюфо, Лоран         | Девиттори, Роже      |
| 1989 | Ширле, Герд        | Хюрлиман, Мике      | Хофман, Матиас       |
| 1990 | Опплигер, Маркус   | Дазоли, Риккардо    | Жирар, Бен           |
| 1991 | Лустенбергер, Курт | Голе, Сильвен       | Хенни, Вальтер       |
| 1992 | Цбинден, Штефан    | Стокко, Андреа      | Келлер, Рене         |
| 1993 | Вифьон, Фредерик   | Пинтон, Мирко       | Ренггли, Марсель     |
| 1994 | Каммерман, Маркус  | Соффредини, Оттавио | Гранцотто, Эммануэле |
| 1995 | Милльери, Седрик   | Маньян, Стефан      | Бергман, Рето        |
| 1996 | Блессинг, Маркус   | Бодеман, Петер      | Пираино, Адриано     |
| 1997 |                    | отменена            |                      |
| 1998 | Клингер, Михель    | Руфенер, Роланд     | Пирмин, Адлер        |
| 1999 | Клингер, Михель    | Обрист, Беат        | Мурро, Кристиан      |
| 2000 | Руш, Давид         | Фрей, Петер         | Кауфман, Томас       |

### Профессионалы
| Год                      | Победитель          | Второй            | Третий           |
| ------------------------ | ------------------- | ----------------- | ---------------- |
| 2001                     | Роже Бюша           | Стефан Ору        | Пьер Буркенуд    |
| 2002                     | Жером Ганна         | Эммануэль Гранат  | Ян Рамзауэр      |
| 2003                     | Флориан Люди        | Николас Дюмон     | Сильвен Лавернь  |
| 2004                     | Янник Талабардон    | Laurent Paumier   | Флориан Люди     |
| 2005                     | Глен Чадвик         | Хит Блэкгроув     | Флориан Люди     |
| 2006                     | Андреас Шиллингер   | Alexandre Grux    | Николя Хартман   |
| 2007                     | Гийом Леварле       | Юкия Арасиро      | Сильвер Аккерман |
| 2008                     | Massimiliano Maisto | Francesco Tizza   | Пирмин Ланг      |
| 2009                     | Роже Бюша           | Жоэль Фрей        | Петер Куштор     |
| 2010-2012 не проводилась |                     |                   |                  |
| 2013                     | Маттиас Брендле     | Алексей Сарамотин | Андреа Пичеле    |
| 2014                     | Кевин Ладаноис      | Давид Бельда      | Пьер Латур       |
| 2015-2016 отменена       |                     |                   |                  |
| 2017                     | Марк Хирши          | Патрик Шеллинг    | Фабиан Линхард   |